# Al-Faisaly SC Amman
L'Al-Faisaly SC Amman (àrab: نادي الفيصلي لكرة القدم, Nādī al-Fayṣalī li-Kura al-Qadam, ‘Club de Futbol al-Faysalí’) és un club de futbol jordà de la ciutat d'Amman. Ha estat, històricament, el club dominant del futbol jordà i el que més títols ha guanyat.

## Palmarès
Font:
- Lliga jordana de futbol 35:[3]
  - 1944, 1945, 1959, 1960, 1961, 1962, 1963, 1964, 1965, 1966, 1970, 1971, 1972, 1973, 1974, 1976, 1977, 1983, 1985, 1986, 1988, 1989, 1990, 1992, 1993, 1999, 2000, 2001, 2002-03, 2003-04, 2009-10, 2011-12, 2016-17, 2018-19, 2022
- Copa jordana de futbol 20:[4]
  - 1980, 1981, 1983, 1988, 1990, 1992, 1993, 1994, 1995, 1998, 1999, 2001, 2002-03, 2003-04, 2004-05, 2007-08, 2011-12, 2014-15, 2016-17, 2018-19
- Escut jordà de futbol 7:[4]
  - 1987–88, 1991–92, 1992–93, 1997–98, 2000–01, 2007–08, 2011–12
- Supercopa jordana de futbol 17:[4]
  - 1981, 1982, 1984, 1986, 1987, 1991, 1993, 1994, 1995, 1996, 2002, 2004, 2006, 2012, 2015, 2017
- Copa de l'AFC2:
  - 2005, 2006